# Willem Hesselink
Willem Hesselink (* 8. Februar 1878 in Arnheim; † 15. Dezember 1973 in Bennekom) war ein niederländischer Fußballspieler. Er bestritt ein Länderspiel für die niederländische Fußballnationalmannschaft.

## Karriere

### Vereine
1892, 14-jährig, gründete Hesselink mit seinem zwei Jahre älteren Bruder Jan und einigen Freunden den Verein Vitesse in seiner Geburtsstadt Arnheim. Neben Fußball übte Hesselink auch Cricket, Leichtathletik und Tauziehen aus – und konnte einige Erfolge aufweisen: Über die Meile stellte er einen niederländischen Landesrekord auf; sein niederländischer Rekord von 6,20 Meter im Weitsprung, aufgestellt 1898, blieb zwölf Jahre bestehen; im Tauziehen wurde er mit seiner Mannschaft Niederländischer Meister. Als Fußballspieler war er meist auf der Position des Mittelstürmers zu finden, spielte aber auch im Mittelfeld oder in der Abwehr. Er studierte in Leiden Chemie; in dieser Zeit war er von 1899 bis 1901 beim HVV Den Haag aktiv, mit dem er 1900 und 1901 Niederländischer Meister wurde. Er spielte auch mehrmals in der Bondselftal, der inoffiziellen Vorgängerin der Nationalmannschaft.
Des Studiums wegen zog er 1902 nach München, wo er sich dem vor zwei Jahren gegründeten Verein FC Bayern anschloss. Damit war er der erste ausländische und auch herausragende Spieler des Vereins; wurde als „gefürchteter Torjäger und glänzender Spielgestalter“ beschrieben. In der Qualität den anderen Spielern voraus, bat man ihn auch das Traineramt auszuüben, was er von 1902 bis 1905 auch tat.
Als der erste Präsident des Klubs, Franz John, den Verein verließ, übernahm er auch dessen Amt, das er von 1903 bis 1905 ausübte. Daneben hatte Hesselink noch Zeit, sein Chemiestudium und ein Studium der Philosophie mit der Promotion abzuschließen.

### Nationalmannschaft
Kaum in seine Heimat zurückgekehrt gehörte er dem Kader der Nationalmannschaft an, die am 14. Mai 1905 vor 30.000 Zuschauern in Rotterdam – in ihrem zweiten Länderspiel überhaupt – gegen die Auswahl Belgiens durch Tore von Bok de Korver (76.), Eddy de Neve (76.; per Strafstoß), Guus Lutjens (80.) und Dolf Kessler (84.) mit 4:0 gewann.
Es blieb sein einziges Länderspiel, auch wenn er noch zehn Jahre aktiv bei Vitesse spielte und 1913, 1914 und 1915 Meister der Oost-Division und zweimal, 1914 und 1915, Niederländischer Vizemeister wurde. In dieser Zeit war er nebenher auch Schatzmeister und Trainer, von 1917 bis 1922 Präsident, des von ihm mitgegründeten Vereins.

## Sonstiges
Nach seiner Fußballerkarriere arbeitete er als Chemiker in der Kriminaltechnik und wurde Experte für Blutanalysen, Fingerabdrücke und Schriftvergleiche.